# Avenella
Avenella is een monotypisch mosdiertjesgeslacht uit de familie van de Vesiculariidae en de orde Ctenostomatida. De wetenschappelijke naam ervan is in 1830 voor het eerst geldig gepubliceerd door Dalyell.

## Soort
- Avenella fusca Dalyell, 1847